# Les Larmes de bougie
Les Larmes de bougie est une nouvelle de Georges Simenon, publiée en 1936. Elle fait partie de la série des Maigret. 

## Historique
La nouvelle est écrite à Neuilly-sur-Seine en octobre 1936.
Son édition pré-originale s'est faite dans l'hebdomadaire Paris-Soir-Dimanche le 22 novembre 1936.
La nouvelle est reprise dans le recueil Les Nouvelles Enquêtes de Maigret en 1944 chez Gallimard.

## Résumé
En automne, dans un hameau perdu au cœur de la forêt d'Orléans (dans le département du Loiret, en France) où l'on s'éclaire encore à la bougie bien qu'on ne soit qu'à une centaine de kilomètres de Paris, les sœurs Potru, Amélie (soixante-cinq ans) et Marguerite (soixante-deux ans) ont été sauvagement agressées.

## Éditions
- Édition originale : Gallimard, 1944
- Tout Simenon, tome 24, Omnibus, 2003  (ISBN 978-2-258-06109-5)
- Folio Policier, n° 679, 2013  (ISBN 978-2-07-030451-6)
- Tout Maigret, tome 10, Omnibus,  2019  (ISBN 978-2-258-15349-3)